# L'Année du cancer
Pour plus de détails, voir Fiche technique et Distribution.
L'Année du cancer (Het jaar van de kreeft) est un film néerlandais réalisé par Herbert Curiel, sorti en 1975.

## Fiche technique
- Titre : L'Année du cancer
- Titre original : Het jaar van de kreeft
- Réalisation : Herbert Curiel
- Scénario : Herbert Curiel d'après le roman de Hugo Claus
- Musique : Marian de Garriga
- Photographie : Frans Bromet
- Montage : Jan Dop
- Production : George Sluizer
- Société de production : MGS Film
- Société de distribution : Actueel Film (Pays-Bas)
- Pays :  Pays-Bas
- Genre : Drame et romance
- Durée : 91 minutes
- Dates de sortie : 
  - Pays-Bas : 18 septembre 1975

## Distribution
- Willeke van Ammelrooy : Toni
- Rutger Hauer : Pierre
- Riet Henius : Tineke
- Fien Berghegge : Moeder
- Bart Hammink : Karel
- Jan Winter : Joris
- Jennifer Willems : Pietje
- Jantine de Jonge : Nadja
- Bert Jongerden : Ronnie
- Anne Lordon : Mme Maeterlinck
- Son McGauley : Zanger

## Distinctions
Le film a été présenté en 2018 à la Cinémathèque française dans le cadre de la rétrospective « Dutch Sex Wave » sur la révolution sexuelle aux Pays-Bas.